# Winzer
Winzer település Németországban, azon belül Bajorországban. Lakosainak száma 3832 fő (2023. december 31.). Winzer Osterhofen, Hengersberg, Iggensbach, Hofkirchen és Künzing községekkel határos.

## Népesség
A település népessége az elmúlt években az alábbi módon változott:
| Lakosok száma | 1516 | 2522 | 2044 | 3241 | 3790 | 3799 | 3809 | 3832 | 3825 | 3832 |
|               | 1875 | 1950 | 1975 | 1987 | 2012 | 2014 | 2016 | 2017 | 2021 | 2023 |